# Невероятния живот на Енцо
„Невероятния живот на Енцо“ (на английски: The Art of Racing in the Rain) е американска комедийна драма от 2019 г. на режисьора Саймън Къртис, по сценарий на Марк Бомбак, базиран на едноименния роман от 2008 г., написан от Гарт Стайн. Във филма участват Майло Вентимиля, Аманда Сайфред и Кевин Костнър като гласа на Енцо.
Филмът е пуснат по кината на 9 август 2019 г. от „Туентиът Сенчъри Фокс“ и получава смесени отзиви и печели повече 33 млн. долара в световен мащаб.